# 詹金斯鎮區 (明尼蘇達州克羅溫縣)
詹金斯鎮區（英語：Jenkins Township）是位於美國明尼蘇達州克羅溫縣的一個行政鎮區。

## 地方資料
詹金斯鎮區的面積為35.51平方千米，當中陸地面積為30.21平方千米，而水域面積為5.30平方千米。根據2020年美國人口普查的數據，當地共有人口397人，而人口密度為每平方千米11.18人。